# Trusy
Trusy – dawny folwark. Tereny, na których był położony, leżą obecnie na Białorusi, w obwodzie witebskim, w rejonie dokszyckim, w sielsowiecie Tumiłowicze.

## Historia
W czasach zaborów ówczesna wieś w granicach Imperium Rosyjskiego.
W dwudziestoleciu międzywojennym folwark leżał w Polsce, w województwie wileńskim, w powiecie dziśnieńskim, w gminie Dokszyce.
Według Powszechnego Spisu Ludności z 1921 roku zamieszkiwało tu 29 osób, 28 było wyznania rzymskokatolickiego, a 1 prawosławnego. Jednocześnie 28 mieszkańców zadeklarowało polską przynależność narodową, a 1 białoruska. Były tu 4 budynki mieszkalne. W 1931 w 3 domach zamieszkiwały 34 osoby.
Miejscowość należała do parafii rzymskokatolickiej i prawosławnej w Dokszycach. Podlegała pod Sąd Grodzki w Dokszycach i Okręgowy w Wilnie; właściwy urząd pocztowy mieścił się w Dokszycach.